# Global Food Safety Initiative
A Global Food Safety Initiative ( GFSI ) é uma organização privada que trabalha como uma "Ação de Coalização" a partir do The Consumer Goods Forum (CGF) que reúne varejistas e proprietários de marcas (fabricantes) de todos os membros do CGF operando como governança multissetorial com o objetivo de criar "uma comunidade estendida de segurança alimentar para supervisionar os padrões de segurança alimentar para empresas e ajudar a fornecer acesso a alimentos seguros para pessoas em todos os lugares". O trabalho da GFSI em benchmarking e de padronização visa promover a aceitação mútua dos programas de certificação reconhecidos pela GFSI em todo o setor com a ambição de permitir uma abordagem “uma vez certificada, aceita em todos os lugares”.

## Sobre
A Global Food Safety Initiative é uma iniciativa empresarial para a melhoria contínua dos sistemas de gestão de segurança alimentar com a ambição de garantir a confiança na entrega de alimentos seguros aos consumidores em todo o mundo. A GFSI fornece uma plataforma para colaboração entre alguns dos principais especialistas em segurança de alimentos do mundo e varejistas, fabricantes e empresas de serviços de alimentação, prestadores de serviços associados à cadeia de fornecimento de alimentos, organizações internacionais, academia e governo.
A iniciativa foi lançada em 2000 em seguida a uma série de crises de segurança alimentar e alterações das leis públicas no setor alimentar, incluindo a legislação alimentar da UE. Com obrigações legais para as cadeias de suprimentos e conformidade associada à responsabilidade, os varejistas europeus decidiram usar padrões privados para cumprir com os requisitos das leis públicas.
Desde então, especialistas de todo o mundo têm colaborado em vários Grupos de Trabalho Técnicos para abordar questões atuais de segurança alimentar definidas pelas membros interessadas do GFSI. As principais atividades dentro do GFSI incluem a definição e controle dos requisitos mínimos para programas de certificação de segurança alimentar e um processo robusto de benchmarking. O benchmarking do GFSI e reconhecimento de padrões privados existentes são usados para programas de certificação de segurança alimentar com o objetivo de aumentar a confiança, aceitação e implementação de certificação de terceiros ao longo de toda a cadeia de fornecimento de alimentos.
Outras atividades atuais importantes incluem o desenvolvimento de um programa de capacitação para empresas pequenas e/ou menos desenvolvidas para facilitar seu acesso aos mercados locais e um foco contínuo na competência do auditor de segurança alimentar trazendo especialistas do setor para colaborar com as principais partes interessadas chegando a um consenso comum sobre as habilidades, conhecimentos e atributos que um auditor competente deve possuir.
Em 2020, a GFSI lançou um programa chamado 'The Race to the Top' (RTTT), com o objetivo de enfrentar desafios específicos em relação à falta de confiança na certificação reconhecida pela GFSI. Isso incluiu recalls de segurança alimentar pelos fabricantes de alimentos com certificados reconhecidos pela GFSI nas cadeias de suprimentos de membros do Consumer Goods Forum .

## Benchmarking
Dentro da GFSI, benchmarking é um procedimento pelo qual um Programa de Certificação relacionado à segurança de alimentos é comparado aos Requisitos de Benchmarking da GFSI.
Em 2000, a segurança alimentar era uma questão importante para as empresas devido a vários e sérios recalls, quarentenas e publicidade negativa sobre a indústria de alimentos. Houve também uma extensa fadiga de auditoria em todo o setor, pois os próprios varejistas realizavam inspeções ou auditorias ou ainda solicitavam a terceiros que fizessem isso em seu nome. Estes foram muitas vezes realizados com base em sistemas de segurança alimentar que careciam de certificação e acreditação internacional, resultando em resultados de auditoria sem base para comparação.
Os CEOs de empresas globais se reuniram no The Consumer Goods Forum (CIES na época) sabendo que, sob a nova lei de alimentos da UE em aprovação, “os resultados insatisfatórios das inspeções devem levar à uma ação apropriada”. Se eles pudessem demonstrar que os padrões privados evitam a não conformidade com base na lei alimentar, as autoridades de fiscalização teriam menos probabilidade de processar suas empresas no caso de incidentes de segurança alimentar em suas cadeias de suprimentos. Os CEOs concordaram que a confiança do consumidor precisava ser fortalecida e mantida por meio de uma cadeia de suprimentos mais segura.
A GFSI foi criada para alcançar isso por meio da harmonização dos padrões de segurança alimentar que ajudariam a mitigar a exposição da responsabilidade dos varejistas e reduzir a duplicação de auditorias em toda a cadeia de suprimentos. Na época, não havia nenhum sistema existente que pudesse ser qualificado como “global” que pudesse ser adotado por todos. Por isso, a GFSI optou por seguir o caminho do benchmarking, desenvolvendo um modelo que determina a equivalência entre os sistemas de segurança alimentar existentes, enquanto permite flexibilidade e opção de escolha no mercado.
O benchmarking permite que vários programas de certificação com reconhecimento GFSI entrem no mercado. Isso criou uma forte concorrência entre os Empresa de Programas de Certificação (CPOs) que empregam grandes equipes de marketing com metas de crescimento anual. O benchmarking GFSI implica em equivalência, porém as oportunidades financeiras através das taxas cobradas pelos programas de certificação resultaram em CPOs trabalhando para se diferenciar de seus concorrentes. As empresas que precisam escolher um programa de certificação geralmente contratam consultores para ajudá-las a decidir sobre o melhor sistema, o que causa confusão para muitas partes interessadas. O Grupo BSI descreve o problema comparando os padrões de segurança alimentar com "plugues e tomadas".
Outro obstáculo em ter que escolher um programa de certificação é que não há medidas consolidadas para demonstrar qual sistema tem melhor desempenho em relação aos outros. Baseando-se exemplos em que as empresas escolheram um programa de certificação sem dados ou compreensão suficientes, e após um período de tempo e falhas de segurança alimentar, decidiram mudar para um sistema diferente que fosse mais eficaz.
Este modelo de benchmarking é baseado no GFSI Benchmarking Requirements, um documento que foi elaborado com a contribuição de especialistas em segurança de alimentos de todo o mundo e define o processo pelo qual os programas de certificação de segurança de alimentos podem ser reconhecidos pela GFSI e fornece orientação para esses programas. A GFSI impulsiona a melhoria contínua por meio dos Requisitos de Benchmarking, que são atualizados regularmente com informações da indústria global para garantir que os requisitos para programas de gerenciamento de segurança alimentar sejam robustos.
O GFSI não é um CPO e não realiza nenhuma atividade de certificação ou acreditação, porém está estruturado e projetado para controlar os requisitos mínimos dos sistemas e, portanto, influenciar as atividades de certificação. A GFSI representa os membros do Consumer Goods Forum e a governança do comitê de direção tem o controle acionário para decidir sobre os requisitos de benchmarking. As atualizações dos requisitos de benchmarking são analisadas detalhadamente pelos representantes legais dos membros do Consumer Goods Forum antes de sua aprovação. Os requisitos de benchmarking não seguem o processo de consenso completo.
Os objetivos do GFSI são:
- Reduzir os riscos de segurança alimentar, fornecendo equivalência e convergência entre sistemas eficazes de gestão de segurança alimentar
- Gerenciar custos no sistema global de alimentos, eliminando a redundância e melhorando a eficiência operacional
- Desenvolver competências e capacitação em segurança alimentar para criar sistemas alimentares globais consistentes e eficazes
- Fornecer uma plataforma internacional única de partes interessadas para colaboração, troca de conhecimento e networking[12]

## Reconhecimento
A GFSI reconheceu vários programas de gestão de segurança alimentar que atendem aos critérios dos Requisitos de Benchmarking da GFSI. Os Requisitos de Benchmarking da GFSI são revisados regularmente pela GFSI para refletir melhorias nas melhores práticas. O GFSI não é um CPO propriamente dito e não realiza nenhuma atividade de credenciamento ou certificação.
O status de reconhecimento é alcançado por meio de um processo abrangente de benchmarking. Uma vez que um padrão obtém o reconhecimento formal pelo Comitê Diretivo da GFSI, este padrão é considerado como atendendo a todos os requisitos dos Requisitos de Benchmarking da GFSI.
A certificação de acordo com um programa de certificação reconhecido pela GFSI pode ser obtida por meio de uma, bem-sucedida, auditoria de terceiros em qualquer um dos seguintes programas de certificação, reconhecidos pela GFSI: 
- Norma Global BRC para Segurança Alimentar edição 8
- Norma Global BRC para Embalagem e Materiais de Embalagem edição 6
- BRC Global Standard for Agents and Brokers edição 2
- Padrão Global BRC para Armazenamento e Distribuição edição 4
- CanadaGAP (Programa de Segurança Alimentar na Fazenda do Conselho Canadense de Horticultura) v8
- Freshcare FSQ Edição 4.2
- FSSC 22000 v5.1 (com base nos requisitos definidos na ISO 22000 )
- Global Aquaculture Alliance Seafood - Seafood Processing Standard Version 5.1
- Global Red Meat Standard
- GLOBALG.A.P. Integrated Farm Assurance Scheme v5.4
- GLOBALG. A.P. Harmonized Produce Safety Standard (HPSS) v1.2
- GLOBALG. A.P. Produce Handling Assurance Standard (PHA) v1.2
- International Featured Standards IFS Food v7
- International Featured Standards IFS Logistics v2.2
- International Featured Standards IFS Broker v3
- International Featured Standards IFS PACsecure v1.1
- Japan Food Safety Management Association JFS-C v 3.0
- Japan GAP Foundation ASIAGAP Version 2.3
- PrimusGFS Standard Version 3.2
- SQF Safe Quality Food Code Edition 9

Informações atualizadas sobre o status de benchmarking e reconhecimento de CPO são publicadas no site da GFSI. Alguns CPOs são registrados como organizações sem fins lucrativos e outros CPOs são com fins lucrativos, por exemplo LGC Ltd adquiriu BRCGS em 2016. Em 2019, a LGC Ltd foi vendida para as empresas de capital privado Cinven e Astorg.

## Avaliação de conformidade
A auditoria de terceiros de programas de certificação com reconhecimento GFSI é realizada por organismos de certificação credenciados. O GFSI permite que os programas de certificação escolham quais requisitos de avaliação de conformidade que os organismos de certificação devem seguir. As duas opções são:
- Avaliação de conformidade ISO/IEC 17021 - Requisitos para órgãos que fornecem auditoria e certificação de sistemas de gestão
- Avaliação de conformidade ISO/IEC 17065 - Requisitos para organismos de certificação de produtos, processos e serviços

Os programas de certificação de acordo com a ISO/IEC 17021 também devem atender aos requisitos da ISO/TS 22003 Sistemas de gestão de segurança de alimentos — Requisitos para órgãos que fornecem auditoria e certificação de sistemas de gestão de segurança de alimentos.
A ISO 17021 e a ISO 17065 seguem a ISO/IEC 17000 para vocabulário e princípios gerais, que define os termos "sistema de avaliação de conformidade" e "sistema". Este termo é referenciado pelos reguladores. Em 2018, a GFSI introduziu um novo termo, Proprietário de Programa de Certificação (CPO) para se referir aos proprietários do sistema. Além disso, a GFSI levantou uma objeção ao termo “sistema” no Grupo de Trabalho Eletrônico do Comitê do Codex (EWG) para o esboço dos Princípios e Diretrizes do Codex para a avaliação e uso de programas voluntários de Garantia de Terceiros. Isso resultou na introdução de um novo termo, "vTPA".
Termos duplicados; “sistema”, “CPO” e “vTPA”, diferentes opções de avaliação da conformidade; ISO 17021 ou ISO 17065 e sistemas múltiplos são exemplos de fragmentação, que é o oposto da padronização . Isso pode acontecer quando padrões privados são adotados em vez de padrões internacionais .
Um estudo comparativo de sistemas explica um sistema ISO 17065 como certificação de produto, que é prescritivo, e um sistema ISO 17021 como certificação de gestão e não prescritivo. Um artigo da Food and Agriculture Organization (FAO), com uma revisão da literatura (Wolff e Scannell, 2008; FAO, 2009a; IIED, 2009; WTO, 2010) destacou preocupações que incluíam padrões privados de segurança alimentar sendo prescritivos e não focados em resultados.

## Influência e motivação da indústria
Sob o guarda-chuva da GFSI, oito grandes varejistas ( Carrefour, Tesco, ICA, Metro, Migros, Ahold, Wal-Mart e Delhaize ) operam como uma iniciativa multissetorial (MSI) liderada pelo setor privado, também conhecida como governança multissetorial . Onde os principais varejistas chegaram a uma aceitação comum dos programas de certificação de segurança alimentar de referência da GFSI em junho de 2007.
A motivação da influência do varejista e do proprietário da marca sobre os requisitos de benchmarking para CPOs está focada em sua responsabilidade legal. Onde grandes varejistas e proprietários de marcas de alimentos são responsabilizados por falhas de segurança alimentar em suas cadeias de suprimentos. Isso é discutido em Direito alimentar privado Governando as cadeias alimentares por meio do direito contratual, autorregulação, padrões privados, auditorias e esquemas de certificação. “ O BRC foi concebido para ser utilizado como um pilar para ajudar os varejistas e proprietários de marcas na sua defesa de 'diligência devida', caso sejam alvo de um processo por parte das autoridades de fiscalização ”. De acordo com a legislação alimentar da UE, os varejistas e os proprietários de marcas têm a responsabilidade legal pelas suas marcas. A grande influência do varejista em relação aos padrões BRCGS é evidente em seu International Advisory Board (IAB). O BRCGS IAB é formado pelos principais varejistas e produtores, fornecendo insumos estratégicos e técnicos.
A International Food and Agribusiness Management Review discutiu como os padrões privados europeus de segurança alimentar alteram as operações das modernas cadeias de suprimentos agroalimentares, permitindo que o setor varejista exerça uma influência considerável nas cadeias globais de suprimentos alimentares e agrícolas sem assumir responsabilidade legal e econômica adicional. Concluindo que não há teste decisivo se os padrões privados são benéficos ou prejudiciais para as cadeias globais de fornecimento de alimentos.
Preocupações em torno da governança corporativa na ausência de regulamentação governamental foram levantadas pelo Institute for Multi-Stakeholder Initiative Integrity, com conclusões de que as MSIs do setor privado adotam padrões fracos ou estreitos que atendem melhor aos interesses corporativos do que os direitos e interesses das partes interessadas.

## Opinião dividida dentro do GFSI
Os proprietários de marcas, mais focados na fabricação de alimentos, e os varejistas, mais focados na venda de alimentos, dividiram opiniões sobre sistemas reconhecidos pelo GFSI. A maioria dos proprietários de marcas que são membros do GFSI implementam o FSSC 22000 em suas instalações de fabricação. Isso inclui Barilla, Cargill, Coca-Cola, Danone, Kraft Heinz, Mondelez e Nestlé . O FSSC 22000 é baseado em um padrão internacional ( ISO 22000 ) e segue o ISO 17021.
Os proprietários de marcas escolhem o FSSC 22000 por dois motivos. Em primeiro lugar, a fabricação de alimentos é uma indústria de processos e a ISO 17021 tem uma abordagem baseada em processos para a segurança de alimentos que complementa a o processo de fabricação . Em segundo lugar, alguns proprietários de marcas implementaram sistema de gestão integrada ISO em suas  fábricas, que é projetado para integração com ISO 9001 Qualidade, ISO 14001 Ambiental e ISO 45001 Saúde e Segurança Ocupacional.
Os varejistas preferem sistemas que seguem a ISO 17065, uma abordagem de produto, porque estão focados em vender produtos em vez de fabricar produtos.
Em 2008, os proprietários das marcas fizeram uma proposta ao GFSI para adotar a ISO 22000, como um único padrão internacional por razões de imparcialidade e sem taxas de certificação. Houve forte oposição empresas de certificação, pois seus sistemas provavelmente ficariam obsoletos se um padrão internacional fosse adotado.
Os varejistas rejeitaram a proposta devido às suas relações próximas com os proprietários do protocolo de certificação usando padrões privados . Por exemplo, BRCGS anteriormente British Retail Consortium, Safe Quality Food Institute (SQFI) é uma divisão do Food Marketing Institute, GLOBALG. AP originalmente uma iniciativa de varejo pertencente ao Euro-Retailer Produce Working Group e varejistas alemães, Aldi e Lidl preferindo trabalhar com o sistema IFS. Promover a ISO 22000 para alimentos e agricultura significaria reduzir o poder dos varejistas globais em termos de controle sobre os padrões.
Os proprietários de marcas não levantaram novamente a proposta de um padrão internacional único devido a possíveis repercussões. Isso se deve a um desequilíbrio de poder entre os membros do Consumer Goods Forum . Quando há uma disputa ou desacordo entre um varejista e um proprietário da marca, o varejista pode se recusar a vender os produtos do proprietário da marca. A relação varejista e fabricante é muitas vezes fragilizada.